# Ashbel P. Willard
Ashbel Parsons Willard, född 31 oktober 1820 i Oneida County, New York, död 4 oktober 1860 i Saint Paul, Minnesota, var en amerikansk demokratisk politiker. Han var Indianas viceguvernör 1853–1857 och guvernör från 1857 fram till sin död.
Willard utexaminerades från Hamilton College och studerade sedan juridik. Han flyttade 1845 till New Albany i Indiana och arbetade där som advokat. År 1850 tillträdde han som ledamot av Indianas representanthus.
Willard efterträdde 1853 James H. Lane som viceguvernör och efterträddes 1857 av Abram A. Hammond. Han besegrade Oliver Hazard Perry Morton i guvernörsvalet 1856 och efterträdde 1857 Joseph A. Wright som guvernör. Willard avled 1860 i ämbetet och gravsattes på Fairview Cemetery i New Albany.